# Станішево (Великопольське воєводство)
Станішево (пол. Staniszewo, нім. Rehfelde) — село в Польщі, у гміні Сьрода-Велькопольська Сьредського повіту Великопольського воєводства.
У 1975—1998 роках село належало до Познанського воєводства.